# Kristus pokoušen ďáblem (Lucas van Leyden)
Mědiryt Kristus pokoušen ďáblem (1518) patří ke grafickým listům Lucase van Leyden z jeho vrcholného období. Sbírka grafiky a kresby Národní galerie v Praze vlastní velmi kvalitní raný otisk z původní neopotřebené desky.

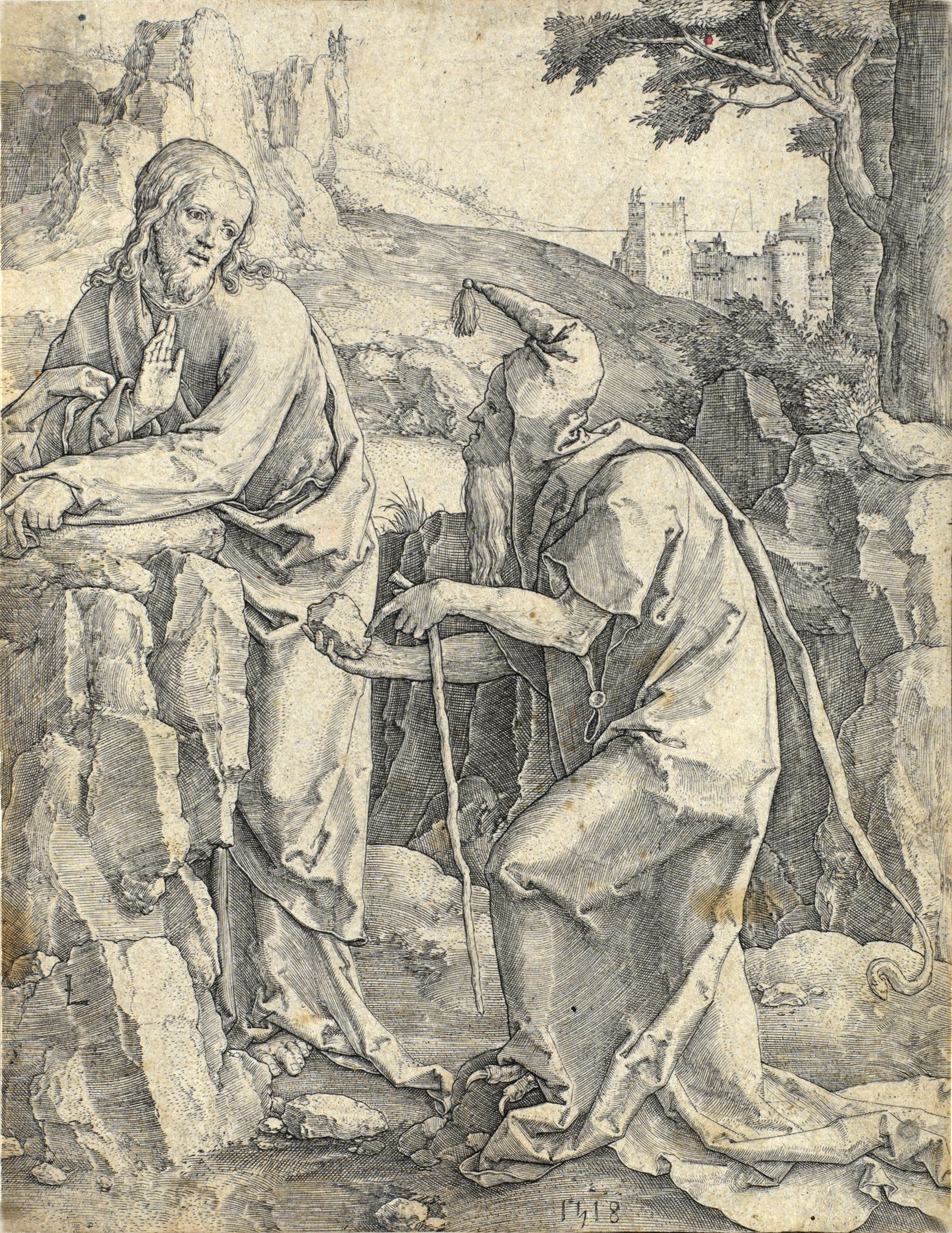
Kristus pokoušen ďáblem (Lucas van Leyden), Národní galerie v Praze

## Popis a zařazení
Mědiryt, I. stav, velikost 173 × 133 mm. Značeno vlevo monogramem L a dole letopočtem 1518. Získáno převodem z Národního muzea v Praze roku 1949. Inv. č. R84923.
Dílo patří do vrcholného období tvorby Lucase van Leyden po roce 1510. Používal velmi jemnou techniku, při níž byly tenké linie ryty jen mělce a zachovaly se pouze na otiscích z čerstvě vyryté desky. Pomocí paralelních a křížených linií dokázal vystihnout celou škálu od bílé, přes různé stupně šedé až po černou. Kvalitní rané otisky si zachovaly jasné kontrasty mezi světly a stíny a plně plasticky modelované objemy. Na pozdějších otiscích z opotřebované desky, která byla poničena šrámy a vrypy, už tyto jemné detaily schází a jsou zachovány pouze hlavní obrysové linie. Přesto i takové listy byly sběratelsky cenné.
Příběh pochází z evangelia sv. Matouše (Mt 4), kde je popsána první scéna s proměňováním chlebů na poušti. Ježíš se čtyřicet dní postil, když k němu přistoupil Ďábel jako pokušitel. Má lidskou podobu a oděv, ale prozrazuje ho dračí pařát místo nohy a cíp kapuce zakončený hlavou hada. Ten odkazuje na hada, který svedl Evu v ráji k prvnímu hříchu. Podává Ježíšovi kámen a žádá ho, aby kámen proměnil v chléb a prokázal tak svůj božský původ. Ježíšovo odmítavé gesto je odkazem na větu evangelia: „Nejenom chlebem bude člověk živ, ale každým slovem, které vychází z Božích úst“.
V pozadí jsou zachyceny i další scény pokoušení. Ve druhé Ďábel na vrcholu jeruzalémského chrámu přemlouval Krista: „Jsi-li Syn Boží, vrhni se dolů; vždyť je psáno: ‚Svým andělům dá příkaz a na ruce tě vezmou, abys nenarazil nohou na kámen‘!“, ale ten odpověděl. „Nebudeš pokoušet Hospodina, Boha svého!“. (Mt 6-7) Ve třetí Ďábel vzal Krista na vysokou horu, ukázal mu všechna království světa i jejich slávu a řekl mu: „Toto všechno ti dám, padneš-li přede mnou a budeš se mi klanět.“ Kristus odpověděl: „Jdi z cesty, satane; neboť je psáno: ‚Hospodinu, Bohu svému, se budeš klanět a jeho jediného uctívat.‘“ (Mt 8-11)
V umění bylo Pokoušení Krista námětem např. k dílům Duccia di Buoninsegna (1308–1311),, Sandra Botticelliho Pokušení Krista (1481–1482), Juana de Flandes (1500–1504).

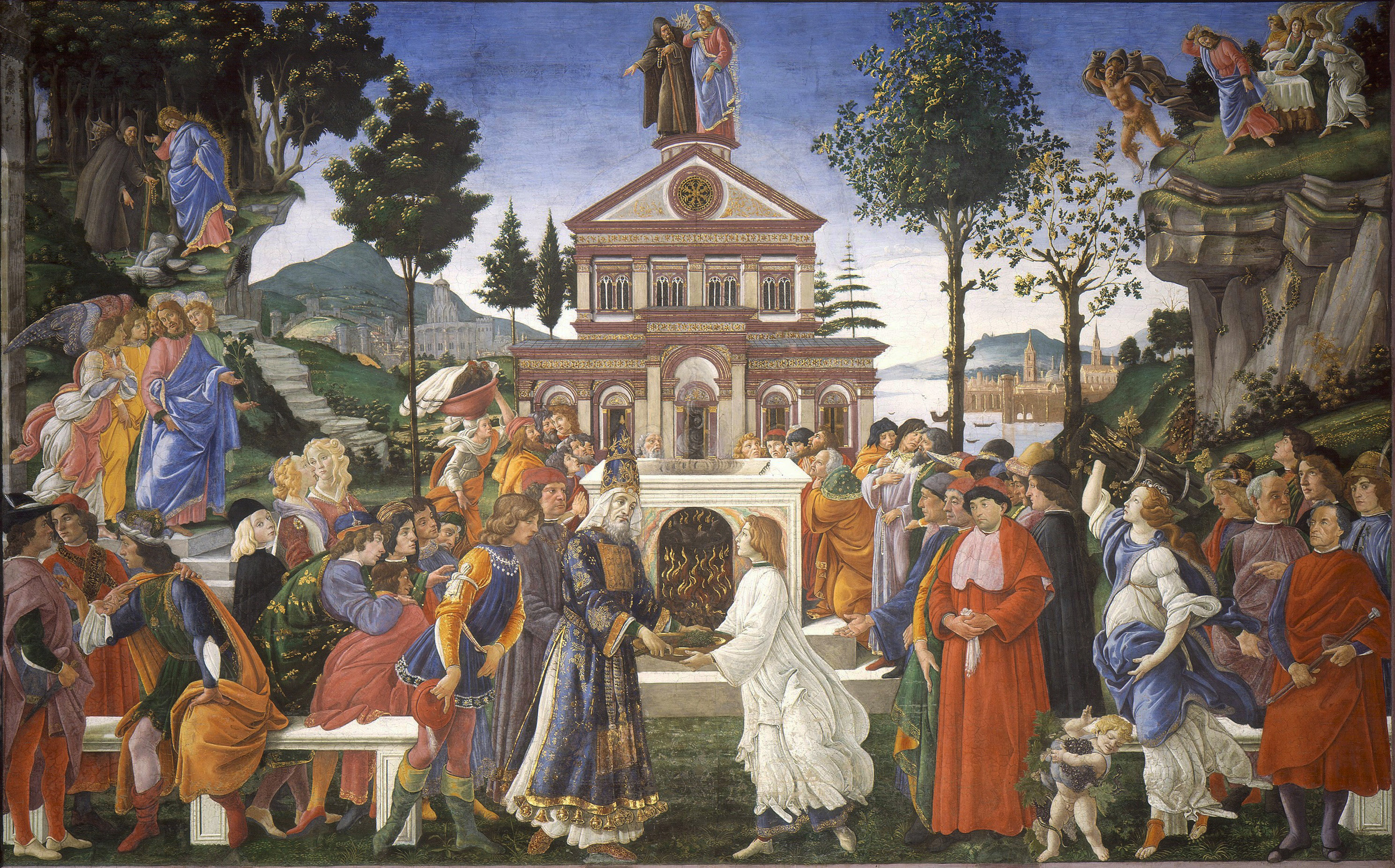
Pokoušení Krista, (Botticelli)